# Chironomus albidus
Chironomus albidus är en tvåvingeart som beskrevs av Alexander S. Konstantinov 1956. Chironomus albidus ingår i släktet Chironomus och familjen fjädermyggor. Inga underarter finns listade i Catalogue of Life.